# Jayathma Wickramanayake
Jayathma Wickramanayake (Bentota, 22 de noviembre de 1990) es una funcionaria internacional esrinlanquesa que se desempeña como Enviada del Secretario General de Naciones Unidas para la Juventud. Nombrada por el Secretario General de las Naciones Unidas António Guterres, en junio de 2017, sucede a Ahmad Alhendawi de Jordania, quien se desempeñó como el primer Enviado para la Juventud de 2013 a 2017.
Antes de asumir su papel como Enviada, Wickramanayake dirigió los esfuerzos de desarrollo juvenil tanto a nivel internacional como nacional en su país de origen, Sri Lanka. Durante este tiempo, cofundó la organización juvenil "Hashtag Generation", cuyo objetivo es aumentar el compromiso cívico y político de los jóvenes de Sri Lanka, en particular las mujeres jóvenes. Wickramanayake también se desempeñó como la primera Delegada de la Juventud del país, y participó activamente en el establecimiento del Día Mundial de las Habilidades de la Juventud.

## Primeros años y educación
Jayathma Wickramanayake nació en la ciudad costera de Bentota en Sri Lanka. Se graduó con una licenciatura en ciencias de la Universidad de Colombo. Mientras estaba en la universidad, Wickramanayake obtuvo el segundo lugar en la primera competencia organizada por el Ministerio de Asuntos de la Juventud de Sri Lanka para seleccionar a los líderes jóvenes emergentes en el país.

## Carrera profesional
En 2012, Wickramanayake fue seleccionada como la primera Delegada de la Juventud de su país ante las Naciones Unidas y participó en la 67.ª Asamblea General de las Naciones Unidas. Cuando estaba terminando su mandato como Delegada Juvenil en 2013, Wickramanayake fue nombrada miembro y negociadora líder de jóvenes del Grupo de Trabajo Internacional para la Juventud de la Conferencia Mundial de la Juventud 2014, organizada por Sri Lanka; en esta capacidad, asesoró sobre el programa, la agenda, las actas y la declaración de la conferencia. Basándose en los resultados de la conferencia, Wickramanayake también desempeñó un papel clave en la integración de las preocupaciones de los jóvenes en la Agenda de Desarrollo Post-2015 y en el reconocimiento del 15 de julio como el Día Mundial de las Habilidades de la Juventud, una propuesta de Sri Lanka a la 69a Asamblea General de la ONU.

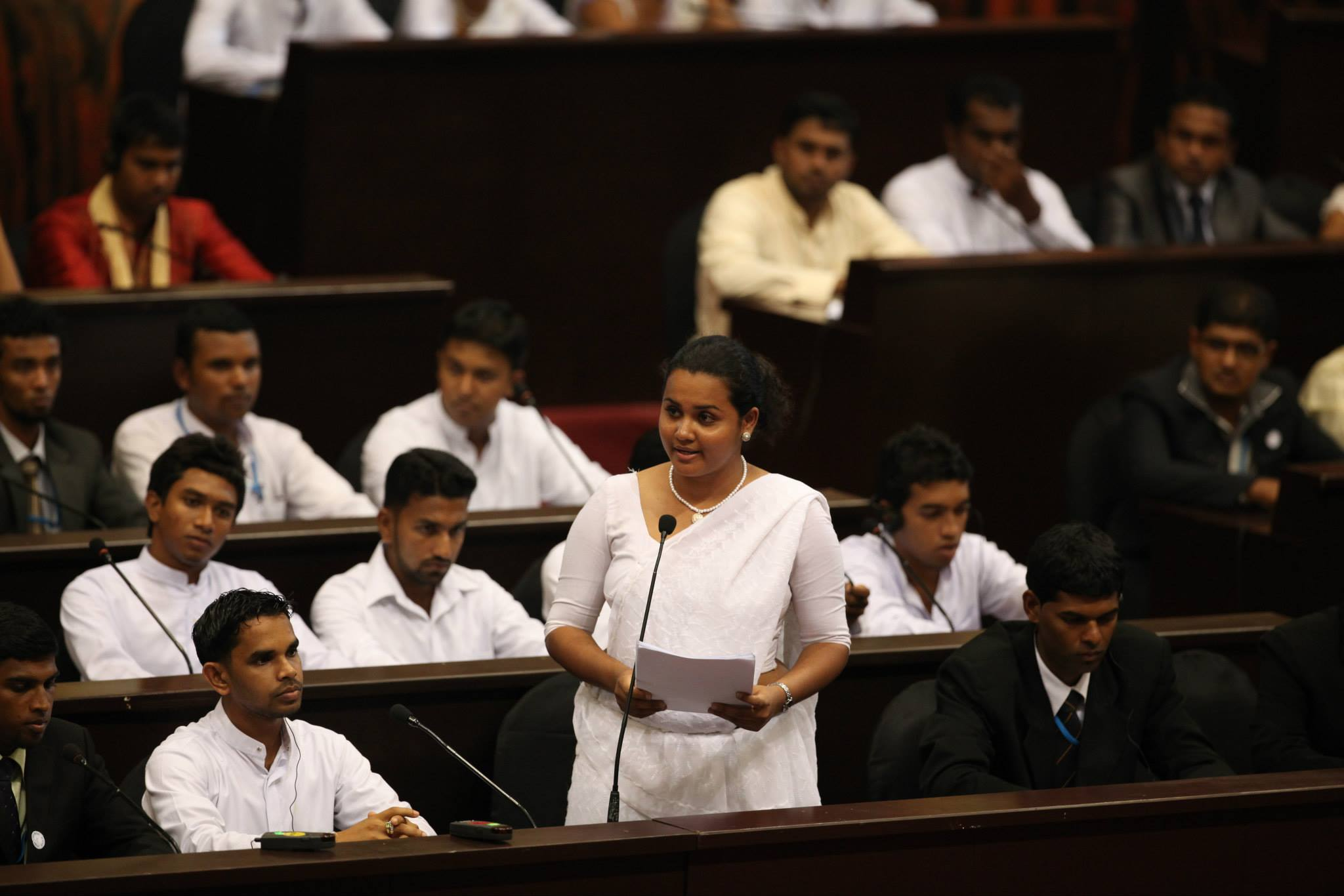
Wickramanayake dirigiéndose al Parlamento de la Juventud de Sri Lanka para dar la bienvenida a la entonces Comisionada de las Naciones Unidas para los Derechos Humanos, Navaneethem Pillay

Más adelante, Wickramanayake se convirtió en senadora del Parlamento de la Juventud de Sri Lanka (2013-2015) y oficial de Proyectos en la Iniciativa One-Text (OTI), que se centra en la construcción de consenso político y la reconciliación de posguerra en el país. También se desempeñó como Secretaria del Secretario General del Parlamento de Sri Lanka (2016-2017). Antes de asumir su papel como Enviada del Secretario General de Naciones Unidas para la Juventud, Wickramanayake trabajaba como Oficial del Servicio Administrativo de Sri Lanka.

### "Hashtag generation"
Wickramanayake inició la organización juvenil de base Hashtag Generation junto con otros tres ex delegados juveniles de la ONU de Sri Lanka. El objetivo del proyecto es desarrollar la capacidad de los jóvenes, especialmente mujeres jóvenes, para participar en la política del país. Una de las iniciativas emprendidas por Hashtag Generation es We Govern Sri Lanka, que utiliza las TIC para empoderar a las mujeres en la política.

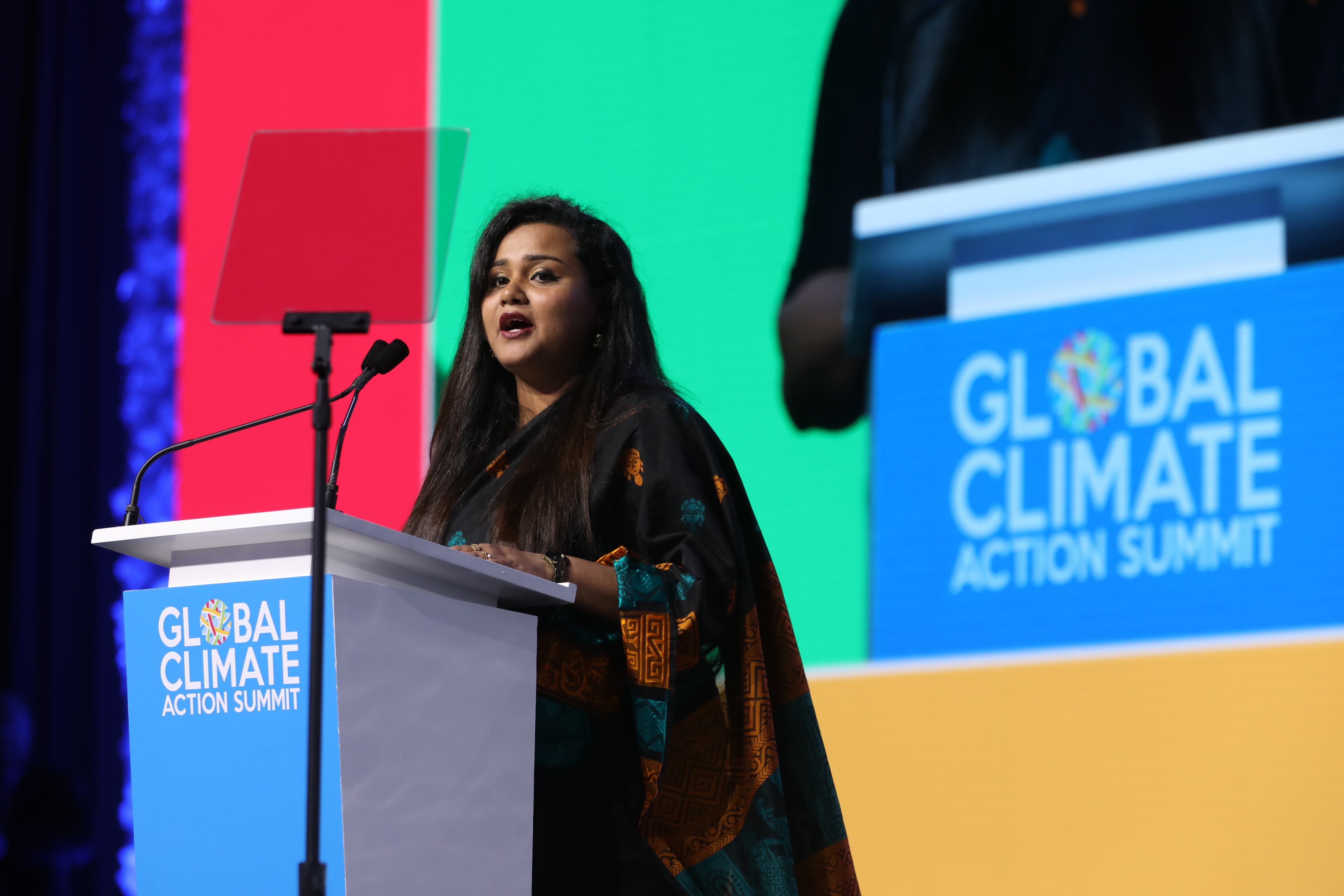
Enviada del Secretario General de Naciones Unidas para la Juventud, Wickramanayake, hablando en la Cumbre Global de Acción Climática 2018

### Papel como Enviada para la Juventud
Wickramanayake obtuvo este cargo en junio de 2017, en el cual trabaja para ampliar el compromiso, la participación y los esfuerzos de promoción de los jóvenes en los cuatro pilares principales del trabajo de las Naciones Unidas: desarrollo, derechos humanos, paz y seguridad y acción humanitaria. Uno de sus objetivos como Enviada para la Juventud es “asegurar que los jóvenes tengan voz en todos estos procesos en la ONU”, al mismo tiempo que acerca la ONU a los jóvenes. También ha hecho hincapié en la “necesidad de ver a los jóvenes no como un lastre, sino como una oportunidad, y ver cómo podemos involucrarlos de manera proactiva en todas las discusiones, en todos los niveles”.  En noviembre de 2019 fue incluida en la lista de los próximos 100 líderes mundiales de la revista Time.
Wickramanayake también se desempeña como representante y asesora del Secretario General de las Naciones Unidas en su calidad de Enviada para la Juventud. 